# 黑森-洪堡
黑森-洪堡在1622年形成一个单独的伯爵地位，屬於黑森-达姆施塔特家族的旁支。1806年神聖羅馬帝國滅亡之後，黑森-達姆城家族的地位被提升為黑森大公國。
黑森-达姆施塔特當局在1815年维也纳会议后国家被迫承认黑森-洪堡的独立性。
黑森-洪堡伯爵爵位由两塊領地组成：洪堡在莱茵河右侧的区域，以及在同一条河流左侧的迈森海姆。
1866年黑森-洪堡由黑森大公继承，迈森海姆則割让给普鲁士。同年晚期这些领土又回到黑森-达姆施塔特，最後普鲁士兼併伯爵的地位，结合黑森選侯國，拿騷公國和法兰克福自由市，形成了普魯士治下的黑森-拿骚省。